# Las Ketchup
Las Ketchup es un grupo femenino de pop español de Córdoba, reconocido mundialmente por su canción Aserejé que fue un éxito mundial, vendiendo 8 millones de copias y posicionándose en el puesto 103 de los sencillos más vendidos de la historia de la música a nivel mundial, según Media Traffic. compuesto por las 3 hijas del guitarrista flamenco llamado Juan Muñoz "El Tomate" (1944-2025),

## Historia
Nacieron en una familia dedicada a la música gracias a su padre "El Tomate" (1944-2025), son 7 hermanos de los cuales las 4 mujeres son cantantes y los 3 varones guitarristas. En las fiestas familiares los 7 hermanos cantaban y tocaban.
En el año 2001 Lucía Muñoz, de 18 años grabó un demo y lo llevó a distintas compañías discográficas sin éxito. Su hermana Pilar, de 20 años, tras estudiar Arte Dramático viajó a Madrid para probar suerte como actriz. Antes de este viaje, y a modo de despedida, las 3 hermanas, Lola, Pilar y Lucía, llegaron a un bar rentado por los músicos del productor musical "Queco". Pilar pidió cantar en el bar ya que ellas eran Las Ketchup". Luego de escucharlas cantar, los músicos decidieron informar sobre este trío a Queco, quien se mostró interesado en grabar con ellas.[cita requerida]
Bajo la compañía Shaketown graban la maqueta del disco Hijas del Tomate. Alcanzaron el éxito musical en 2002 con Aserejé, un tema que fusiona el flamenco y el europop, convirtiéndose en la canción del verano tras alcanzar el n.º 1 en las listas de muchos países, entre los que se incluyen Argentina, Perú, Estados Unidos, Suecia, Bélgica, Alemania, España, Reino Unido y Japón, entre otros. A tan solo 8 meses de su lanzamiento el sencillo ya había vendido más de 7 millones de copias.
La canción, que recibió el nombre de The Ketchup Song en los países de habla no hispana, estaba acompañada de una coreografía característica, y la letra recordaba en su estribillo a los versos de la canción Rapper's Delight del trío de hip hop estadounidense The Sugarhill Gang, similitud evidente que el compositor de Aserejé, Manuel Ruiz “Queco”, recreó de forma original realizando una parodia de la anterior. Durante aquella etapa, en el grupo solo aparecían tres de las componentes —Lola, Pilar y Lucía—, ya que la cuarta, Rocío, estaba embarazada. La misma se incorporó en 2003 y formó parte hasta 2018 debido a que quedó embarazada.[cita requerida]
La gira de promoción de Hijas del Tomate duró casi 2 años, en los cuales viajaron por Europa, América y Japón llevado Asereje y Kusha las payas a los principales festivales, programas de televisión y radio de la época como " ZDF Kultnacht" (Alemania), "Festivbalbar" (Italia), "Tien Om Te Zien" (Bélgica), Top of the Pops (Reino Unido) y otros.
En 2003 fueron elegidas para interpretar Aserejé en la UEFA 2003 celebrada en Old Trafford de Mánchester, Inglaterra.
En 2006 lanzan su segundo álbum de estudio titulado Un blodymary, el cual al principio obtuvo una buena recepción. El grupo representó a España en el Festival de la Canción de Eurovisión de ese año, con la canción homónima, donde consiguieron el puesto 21 (de 24 participantes), con tan solo 18 puntos (12 puntos de Andorra y 6 de Albania).
En 2007 participaron del Festival Stars of Europe donde interpretaron Aserejé frente a miles de personas en Bruselas (Bélgica).
Fueron invitadas a la primera semifinal del Melodifestivalen 2016 en Gotemburgo (Suecia), donde interpretaron su canción Aserejé.
Para 2013 Las Ketchup son convocadas para cantar en el festival "Дни Латинской Америки" (Días de América Latina" en Vladivostok, Rusia).
En 2015 viajan a Bélgica para participar del festival Foute Party 2015 donde actúan Lucía, Rocío y Lola.
En 2017 reaparecieron como grupo en el festival Pa'l Norte, celebrado en Monterrey, México, siendo una de las sorpresas de dicho espectáculo, con una gran aceptación del público presente. Al año siguiente (2018) participan el Festival "We Love the 90's" donde interpretan Aserejé.
El 1 de marzo de 2019, hacen una aparición en el programa de televisión francés Touche pas à mon poste presentado por Cyril Hanouna, con motivo del programa especial "Années 2000", donde interpretan su canción Hijas del Tomate. También participan con gran éxito en el festival Euro fan "PrePartyES" interprendo Kusha las payas, Un blodymary y Aserejé.
En 2020 participan del festival musical Spice Music 90´s Festival en Bulgaria
En diciembre de 2021, en medio de la crisis de refugiados en la frontera polaco-bielorrusa, fueron contratadas por el gobierno polaco para animar a sus tropas. La oposición polaca denunció los conciertos, advirtiendo de que se están violando los derechos humanos de personas inmigrantes y refugiados en las fronteras, mientras algunos grupos daban un supuesto apoyo al Gobierno polaco y a su armada.
Desde 2019 el grupo se encuentra en activo, conformado por sus integrantes originales (Lucía, Lola y Pilar) y realizando giras internacionales y apariciones en televisión.[cita requerida]
Para la gira 2023 Las Ketchup comenzaron su promoción en España, Italia y Bélgica.[cita requerida]

## Televisión
| Año  | Programa                               | Rol                                                      | País           |
| ---- | -------------------------------------- | -------------------------------------------------------- | -------------- |
| 2002 | Ratones coloraos                       | Entrevista                                               | España         |
| 2002 | Club Disney (Telecinco)                | Entrevista y canción Aserejé                             | España         |
| 2002 | Festivalbar 2002 (Italia 1)            | Canción Aserejé                                          | Italia         |
| 2002 | ZDF Kultnacht (ZDF)                    | Canción Aserejé                                          | Alemania       |
| 2002 | Tien Om Te Zien (Medialaan)            | Canción Aserejé                                          | Bélgica        |
| 2002 | Hit Machine (M6)                       | Canción Aserejé                                          | Francia        |
| 2002 | Música sí (TVE)                        | Canción Aserejé                                          | España         |
| 2002 | The View (abc)                         | Canción Aserejé                                          | Estados Unidos |
| 2003 | Top of the Pops (BBC)                  | Canción Aserejé                                          | Reino Unido    |
| 2003 | Festival MEGA (Mega)                   | Canciones Kusha Las Payas, Un de Vez en Cuando y Aserejé | Chile          |
| 2002 | El verano ya Llegó (TVE)               | Canción Aserejé                                          | España         |
| 2006 | España directo (TVE)                   | Canción Un Blodymary                                     | España         |
| 2006 | Buenafuente (Antena 3)                 | Canción Un Blodymary                                     | España         |
| 2006 | Noche Hache (Cuatro)                   | Canción Un Blodymary                                     | España         |
| 2009 | Los mejores años de nuestra vida (TVE) | Canción Aserejé                                          | España         |
| 2014 | Les Annees Bonheur                     | Canción Aserejé                                          | Francia        |
| 2014 | Die ultimative Chartshow (RTL)         | Canción Aserejé                                          | Alemania       |
| 2015 | Les 30 ans du Top 50 /                 | Canción Aserejé                                          | Francia        |
| 2016 | ZDF-Fernsehgarten (ZDF)                | Canción Aserejé                                          | Alemania       |
| 2016 | Melodifestivalen                       | Canción Aserejé                                          | Suecia         |
| 2018 | Allsång på Skansen (TV 2)              | Canción Aserejé                                          | Suecia         |
| 2019 | Touche pas à mon poste! (C8)           | Canción Aserejé                                          | Francia        |
| 2019 | Bamboleo (TVG)                         | Canciones Kusha Las Payas, Un Blodymary y Aserejé        | España         |
| 2019 | La mejor canción jamás cantada (TVE)   | Interpretando "Te estoy amando locamente" (Las Grecas)   | España         |
| 2020 | ZDF-Fernsehgarten (ZDF)                | Canción Aserejé                                          | Alemania       |
| 2023 | I Migliori Anni (RAI)                  | Canción Aserejé                                          | Italia         |
| 2023 | Zomerhit (VRT 1)                       | Canción Aserejé                                          | Bélgica        |

## Discografía
Álbumes de estudio
- 2002: Hijas del Tomate
- 2006: Un blodymary

Sencillos
- 2002 – Aserejé
- 2002 – Kusha las payas
- 2002 - Córdobas como nunca (Sencillo Spot Publicitario)
- 2006 – Un blodymary

Colaboraciones
- 2003: Respiro para ti ft. El Tiempo (Lucía Muñoz)
- 2004: Single ft. Danny Losito
- 2020: Grisbì Summer Mania ft. Valeria Rossi
- 2025: Johnny Glamour ft. Rusowsky

## Premios y nominaciones
| Año  | Premio                     | Categoría                                               | Trabajo nominado | Resultado |
| ---- | -------------------------- | ------------------------------------------------------- | ---------------- | --------- |
| 2002 | Premios Ondas              | Mejor artista o grupo revelación español                | Ellas mismas     | Ganadora  |
| 2002 | Premios Amigo              | Grupo revelación español.                               | Ellas mismas     | Ganadora  |
| 2003 | Premios Billboard Latinos  | Mejor álbum pop de nueva generación                     | Hijas del Tomate | Ganadora  |
| 2003 | Premios Billboard Latinos  | Mayor canción tropical-salsa radiada por un dúo o grupo | «Aserejé»        | Ganadora  |
| 2003 | Record fair MIDEM (Cannes) | Artista revelación.                                     | Ellas mismas     | Ganadora  |

## En la cultura
La canción Aserejé fue incluida en el videojuego EyeToy: Ritmo Loco; y poco tiempo después en Just Dance 4 como baile y karaoke al mismo tiempo. Además, ha aparecido en numerosas películas y series de televisión mundiales.
La canción ha tenido numerosas versiones de disntintos artistas en el mundo. 
En 2023 la cantante puertorriqueña Young Miko utilizó el estribillo de Aserejé para su canción Wiggy e incluyó la corografía original para la canción.

## Sucesión de lista
| Predecesor: Son de sol con «Brujería» | España en el Festival de Eurovisión 2006 | Sucesor: D'Nash con «I love you mi vida» |

- Datos: Q161245
- Multimedia: Las Ketchup / Q161245